# Promontorium Heraclides
Das Promontorium Heraclides oder Kap Heraclides ist eines der beiden Kaps an den Enden der Montes Jura am Rande des Sinus Iridum auf dem Mond. Kap Heraclides liegt südlich des Sinus Iridum, gegenüber dem zweiten Kap Promontorium Laplace (Kap Laplace).